# Litoria everetti
Litoria everetti – gatunek płaza bezogonowego z podrodziny Pelodryadinae w rodzinie rzekotkowatych (Hylidae).

## Występowanie
Obszar występowania zwierzęcia obejmuje kilka wysp Archipelagu Sundajskiego – indonezyjskie wyspy Sawu, Sumba i Alor oraz Timor należący do Indonezji i Timoru Wschodniego.
Zwierzę zasiedla suche lasy, choć na Timorze odnotowano je też na terenach rolniczych. Występuje w przedziale wysokości 0–1500 m n.p.m.

## Rozmnażanie
Przebiega z udziałem środowiska wodnego.

## Status
W Czerwonej księdze gatunków zagrożonych IUCN płaz ten od 2023 roku klasyfikowany jest jako gatunek najmniejszej troski (LC, ang. Least Concern); wcześniej, od 2004 roku uznawano go za gatunek niedostatecznie rozpoznany (DD, ang. Data Deficient).
Nie jest znany trend liczebności populacji tego gatunku. Przypuszcza się, że zagraża mu niszczenie jego środowiska naturalnego i introdukowane gatunki inwazyjne.